# Cor Schuuring
Cornelis Schuuring, detto Cor (Amsterdam, 30 marzo 1942), è un ex pistard olandese.

## Palmarès

### Olimpiadi
- 1 medaglia:
  - 1 bronzo (Tokyo 1964 nell'inseguimento a squadre)

### Strada
- 1963 (una vittoria)

6ª tappa Olympia's Tour (Almelo > Groninga)
- 1964 (due vittorie)

3ª tappa Olympia's Tour (Waalwijk > Sittard-Geleen)
Classifica generale Olympia's Tour